# 주축정리
선형대수학에서, 주축정리(主軸定理, 영어: principal axis theorem)는 행렬을 사용하여 이차 형식을 기술하는 문제에서, 어떤 이차 형식이든 적절한 변수 변환을 통해 혼합항이 없는 형태로 표현할 수 있음을 보장하는 정리이다.

## 공식화
n×n 대칭행렬 A에 의하여 주어진 변수 X = (x1, ..., xn)T에 대한 이차 형식 {\displaystyle \phi (X)=X^{T}AX} 이 있다고 하자. 그러면, 적당한 직교행렬 P가 존재하여 {\displaystyle P^{T}AP=D} 가 대각행렬이 된다. 이제 P를 사용하여 다음과 같이 변수변환을 하면,
{\displaystyle P^{-1}X=Y=(y_{1},y_{2},...,y_{n})^{T}}
이상의 이차 형식은 {\displaystyle X^{T}AX=Y^{T}DY} 와 같이 기술할 수 있는데, D가 대각행렬이므로 이 이차 형식은 혼합항이 없는 형태이다. 즉,
{\displaystyle Y^{T}DY=\lambda _{1}y_{1}^{2}+...+\lambda _{n}y_{n}^{2}}
와 같이 된다. 여기서 λi 들은 물론 A의 고윳값이다.

## 응용
주축정리에 의해 임의의 이차 형식은 혼합항이 없는 꼴로 변수변환하여 쓸 수 있음이 보장되므로, 이차 곡선 및 이차 곡면 등을 다룰 때에는 혼합항을 무시해도 좋다. 즉,
- 임의의 이차 곡선은 적절한 변수 변환에 의해 {\displaystyle Ax^{2}+By^{2}+Cx+Dy+E=0} 의 형태로 쓸 수 있다.
- 임의의 이차 곡면은 적절한 변수 변환에 의해 {\displaystyle Ax^{2}+By^{2}+Cz^{2}+Dx+Ey+Fz+G=0} 의 형태로 쓸 수 있다.

만약 A, B 혹은 (이차 곡면의 경우) C가 0이 아니라면, 다시 간단한 인수 분해 공식에 의해 해당하는 변수는 이차항과 상수만 남도록 한 번 더 변환할 수 있다. 이를 통해 이차 곡선과 이차 곡면을 분류할 수 있으며, 더 높은 차원에 대해서도 마찬가지로 할 수 있다.

## 같이 보기
- 실베스터 관성법칙

## 참고 문헌
- 조용욱, 《선형대수학원론》, 교우사, 2002.